# Pascal Antoine Fiorella
Pasquale Antonio, comte Fiorella, francisé en « Pascal Antoine Fiorella », né à Ajaccio, le 7 février 1752 et mort au même lieu le 3 mars 1818, est un militaire et homme politique d'origine corse des XVIIIe et XIXe siècles.
Fils de Gio Gieronimo Fiorella (né vers 1715) et Maria Apollonia da Leca (née vers 1716), Pascal-Antoine Fiorella serait un cousin[réf. à confirmer] de Napoléon Bonaparte. Il servit en Italie pendant la majeure partie de sa carrière.

## Biographie
Volontaire au Royal-Corse-infanterie en garnison à Antibes le 24 juin 1770, Fiorella fut promu sous-lieutenant le 23 juillet 1770, lieutenant le 31 mars 1774, capitaine en second le 20 mars 1780, puis capitaine dans le 4e bataillon de chasseurs corses (formé par scission de son ancien régiment en deux) le 14 mai 1788.
Au moment de la formation des bataillons de volontaires, il est élu lieutenant-colonel du 4e bataillon de volontaires de l'Isère le 18 novembre 1791. Au cours des années qui suivirent, il servit à l'armée des Alpes, en particulier à l'affaire du col de la Madeleine. 
En 1794 Fiorella est promu chef de brigade et rejoint l'armée d'Italie, où il servira les cinq années suivantes. En avril de la même année, il a pris part à l'expédition de Masséna sur Saorge et fut blessé à l'action du col Ardente (26 au 7 avril 1794). Il commande la 46e demi-brigade à partir du 27 février 1794.
Promu général de brigade par Masséna le 17 septembre 1794, il prit le commandement de la réserve de ce général, puis l'année suivante celui d'une brigade de la division Sérurier. 
Le 3 nivôse an IV (24 décembre 1795), le Directoire confirma sa nomination au grade de général de brigade, signé par Masséna.

### Première campagne d'Italie

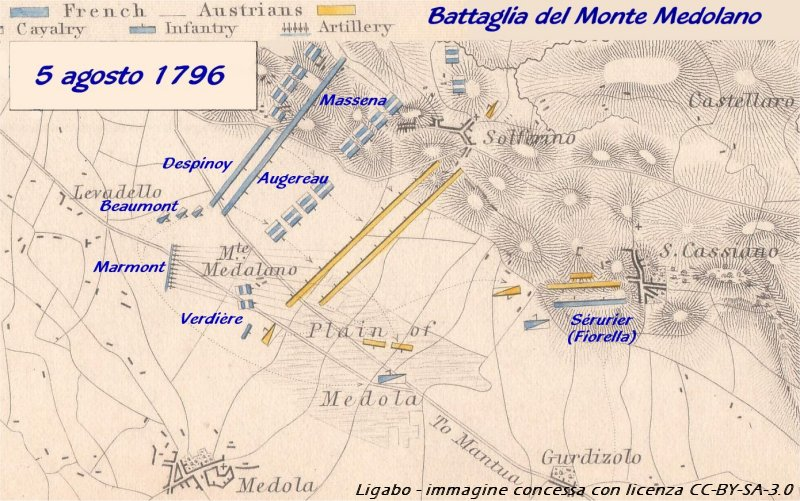
Plan des combats du Mont Medolano, bataille de Castiglione.

Au début d'avril 1796 Fiorella rejoint l'état-major de Berthier puis combat à Mondovi (22 avril), avant de retourner au commandement d'une brigade de la division Sérurier. Deux mois plus tard, il servait sous Vaubois et a pris part à l'expédition de Livourne avant de revenir une fois de plus à la division Sérurier. Sérurier étant tombé malade avant la bataille de Castiglione (3 et 5 août), Fiorella prit le commandement de la division qu'il conduisit tout au long de la bataille. Sa précipitation faillit coûter la bataille aux Français : désireux d'affronter l'ennemi, il n'avait pas été en mesure d'attendre le bon moment et était arrivé trop tôt sur la position qui lui avait été assignée, bouleversant le plan élaboré. Le général Bonaparte, démontrant une capacité de raisonnement et d'improvisation rare, arracha néanmoins la victoire. Moins d'une semaine plus tard, Fiorella tomba aussi malade, et fut remplacé par Sahuguet. 
Un mois plus tard, le général Fiorella reprenait du service à la division Vaubois et s'illustra dans des actions autour de Mantoue, qu'il bloquait avec le général Dallemagne. Un corps de 4 500 hommes étant sorti de cette ville pour attaquer les batteries françaises, il fondit sur eux et les poursuivit jusqu'aux palissades de Mantoue, après leur avoir tué plus de 600 hommes et les avoir mis dans une déroute complète
Alors que l'armée française affrontait les Autrichiens à la bataille de Rivoli (1797), la division Vaubois affrontait les forces de Davidovitch : malgré la victoire française, les généraux Fiorella et Vallet furent capturés au cours de combats féroces. Libéré en mars 1797, à la suite d'un échange de prisonniers, Fiorella servit à la division Bernadotte. Durant l'été de cette année, il commandait la division Sérurier, parti à Paris, avant de retourner à la division Bernadotte au retour de Sérurier.

### Deuxième campagne d'Italie
Le 24 brumaire an VI (14 novembre 1797), Fiorella fut nommé général de division au service de la République cisalpine, et commanda toutes les troupes françaises et italiennes en Lombardie.
Au moment de la formation de la Seconde Coalition, ses supérieurs le nommèrent commandant de la forteresse de Turin (3 mai 1799). Les défenses étaient en mauvais état, et la garnison était insuffisante en nombre et en qualité. Il n'est pas possible de défendre efficacement la ville, le général Fiorella prit alors des mesures pour renforcer la citadelle. Le 26 mai il fut attaqué par Suvorov, qui le somma de se rendre : Fiorella refusa et répondit au feu des assiégeants. Le 4 juin 1799, l'ennemi établit ses retranchements et commença un bombardement meurtrier et destructeur. Le peuple alors se souleva, et les bourgeois armés ouvrirent leurs portes aux alliés. La garnison surprise eut à peine le temps de se retirer dans la citadelle, et Fiorella faillit tomber entre les mains des insurgés. Chargé du siège de la citadelle, le général Kray l'attaqua avec vigueur. Le 17 juin, après 9 heures d'un feu terrible, Fiorella demanda à capituler : on tint des conférences, mais sans succès ; le feu recommença avec plus de vivacité. Lorsque toute la défense sembla impossible, un conseil de guerre de la forteresse décida de sa reddition alors que l'assiégeant préparait son assaut final (20 juin). Cette reddition parut prématurée; Fiorella fut obligé de se justifier. Il l'attribua aux canonniers qui, presque tous Piémontais, désertèrent ou refusèrent le service. La garnison faite prisonnière, le général et son personnel furent emmenés en Autriche en tant que prisonniers.
En mars 1801, Fiorella rejoignit l'armée française comme général de brigade, et remplit des postes administratifs jusqu'en septembre 1802, époque à laquelle il prend le commandement des forces de l'Intérieur et de l'infanterie de la République italienne (1802-1805).

### Général italien
Le 7 février 1802, il fut promu au grade de lieutenant-général de la République italienne, et, à la fin de l'année, fait commandeur de la Légion d'honneur. Après que la guerre eut éclaté en 1805, le général Fiorella prit le commandement de la 2e division du corps sous les ordres d'Eugène de Beauharnais, lequel bloquait Venise. 
Pendant toute la période du Premier Empire, il exerça des commandements en Lombardie et en Vénétie, sauf pour une courte campagne dans le Tyrol en 1809, au moment de l'insurrection de l'aubergiste Andreas Hofer. Continuant sa carrière au service du royaume d'Italie (1805-1814), Fiorella fut récompensé en étant nommé commandeur de l'ordre de la Couronne de fer.
Séparé de sa première épouse Amélie Catherine Josèphe Gorlier ( † 28 mai 1847 - Boulogne-sur-Mer, en son domicile, rue Damboise), il épousa, le 13 mars 1805 à Bergame Marie Félicité Aloyse Gaetti (née le 23 juillet 1788 - Milan), dont il aura deux filles.
Le 10 octobre 1809, il devint comte-sénateur du royaume d'Italie.
Il quitta la vallée du Pô en 1814.

### Restauration française
Pendant les Cent-Jours (1815), il commanda pendant quelques semaines les arrondissements d'Ajaccio et de Sartène en Corse (4 mai au 3 août 1815).
Sous la Restauration, il eut de sérieuses difficultés pour faire valider sa nomination au grade de lieutenant-général, qui avait été obtenue dans le royaume d'Italie. Il réussit néanmoins à être admis à la retraite avec rang de lieutenant-général le 16 février 1817.
Le gouverneur de la Corse, le marquis de Rivière, émettait des doutes quant aux sentiments du Corse. Dans son rapport au sujet de la retraite de Fiorella, il n'a pas peur de dire que « le général a le droit au maximum en fonction de son âge et l'ancienneté de son service, mais il a mal agi, et se sera toujours mal comporté envers le roi, selon les rapports que j'ai eus. Il ne mérite que le "minimum" ».

## Titres
- Comte Fiorella et du Royaume d'Italie (lettres patentes du 10 octobre 1809).

## Décorations
- Commandant de la Légion d'honneur (1804) ;
- Commandeur de l'ordre de la Couronne de fer.

## Hommage, honneurs, mentions,...
- Le nom de FIORELLA est gravé au côté Sud (21e colonne) de l’arc de triomphe de l’Étoile, à Paris.
- Une rue d'Ajaccio porte son nom.

## Armoiries
| Figure | Blasonnement |
|        | Armes de comte du Royaume, Écartelé: au 1, des comtes sénateurs du Royaume ; au 2, d'azur à un château donjonné de deux pièces, ouvert et ajouré du champ ; au 3, de gueules à un canon d'or sur son affût de sable ; au 4, de sinople, à deux barres d'argent. |